# Werner Zeyer
Werner Zeyer (ur. 25 maja 1929, zm. 26 marca 2000) – niemiecki polityk i prawnik, działacz Unii Chrześcijańsko-Demokratycznej (CDU), w latach 1979–1985 premier Saary, deputowany do Bundestagu i Parlamentu Europejskiego.

## Życiorys
W 1949 zdał egzamin maturalny, w latach 1949–1953 studiował prawo na Uniwersytecie Kraju Saary. W 1953 i 1956 zdał państwowe egzaminy prawnicze I oraz II stopnia. Następnie pracował jako sędzia w sądach w Saarbrücken, Neunkirchen i Ottweiler.
Od 1961 do 1972 była landratem powiatu St. Wendel. W 1972 roku został wybrany z list CDU do Bundestagu, a w 1976 uzyskał mandat deputowanego do Parlamentu Europejskiego. W 1977 roku został szefem lokalnych struktur CDU. Od 1979 do 1985 kierował rządem landowym kraju Saary. Następnie zrezygnował z działalności politycznej i rozpoczął praktykę adwokacką.
Zmarł w 2000 roku wskutek choroby nowotworowej.